# Tournoi d'ouverture du championnat de Bolivie de football 2012
Navigation
Saison précédente Saison suivante
Le tournoi d'ouverture de la saison 2012 du Championnat de Bolivie de football est le premier tournoi semestriel de la trente-neuvième édition du championnat de première division en Bolivie. Les douze équipes engagées s'affrontent deux fois en cours de saison, à domicile et à l'extérieur. Il n'y a pas de relégation à l'issue de ce tournoi mais les points engrangés sont conservés pour le classement de relégation établi à l'issue du tournoi de clôture 2013.

## Qualifications continentales
Le vainqueur du tournoi Ouverture est qualifié pour la Copa Libertadores 2013 et la Copa Sudamericana 2013. Les 2e et 3e participent à la Copa Libertadores tandis que les 4e et 5e sont quant à eux assurés de participer à la Copa Sudamericana 2013.

## Les clubs participants
| - Nacional Potosi - Aurora Cochabamba - Oriente Petrolero - Bolivar La Paz - Club Blooming - Universitario de Sucre | - San José Oruro - Real Potosi - Club Petrolero - Promu de D2 - The Strongest La Paz - Jorge Wilstermann Cochabamba - Promu de D2 - La Paz FC |

## Compétition
Le barème utilisé pour établir le classement est le suivant :
- Victoire : 3 points
- Match nul : 1 point
- Défaite : 0 point

### Classement
| Rang | Équipe                        | Pts | J  | G  | N  | P  | Bp | Bc | Diff |
| ---- | ----------------------------- | --- | -- | -- | -- | -- | -- | -- | ---- |
| 1    | The Strongest La PazT         | 36  | 17 | 11 | 3  | 3  | 38 | 23 | +15  |
| 2    | San José Oruro                | 32  | 17 | 10 | 2  | 5  | 37 | 26 | +11  |
| 3    | Bolívar La Paz                | 29  | 17 | 9  | 2  | 6  | 33 | 20 | +13  |
| 4    | Club Blooming                 | 29  | 17 | 9  | 2  | 6  | 23 | 20 | +3   |
| 5    | Real Potosí                   | 26  | 17 | 8  | 2  | 7  | 23 | 20 | +3   |
| 6    | Jorge Wilstermann CochabambaP | 25  | 17 | 7  | 4  | 6  | 27 | 26 | +1   |
| 7    | Oriente Petrolero             | 22  | 17 | 4  | 10 | 3  | 19 | 23 | -4   |
| 8    | Universitario de Sucre        | 19  | 17 | 4  | 7  | 6  | 21 | 23 | -2   |
| 9    | Club PetroleroP               | 19  | 17 | 5  | 4  | 8  | 17 | 21 | -4   |
| 10   | Nacional Potosí               | 18  | 17 | 4  | 6  | 7  | 20 | 23 | -3   |
| 11   | Aurora Cochabamba             | 15  | 17 | 4  | 3  | 10 | 20 | 36 | -16  |
| 12   | La Paz FC                     | 12  | 17 | 3  | 3  | 11 | 20 | 37 | -17  |

|  | Qualification pour la Copa Libertadores 2013       |
|  | Qualification pour la Copa Sudamericana 2013       |
|  | T : Tenant du titre P : Promu de deuxième division |

- En tant que vainqueur du tournoi, The Strongest La Paz se qualifie à la fois pour la Copa Libertadores 2013 et la Copa Sudamericana 2013.

### Matchs
| Résultats (▼dom., ►ext.) | AUR | BLO | BOL | WIL | LPA | NAC | OPE | CGA | RPO | SJO | STR | UNI |
| Club Aurora              |     | 1-0 | 3-3 | 0-3 | 4-1 | 2-4 | 0-2 | 1-1 | 3-0 | 0-2 | 0-2 | 2-1 |
| Club Blooming            | 3-2 |     | 1-0 | 3-0 | 3-0 | 1-0 | 1-1 | 2-0 | 3-1 | 3-2 | 2-1 | 2-0 |
| Club Bolívar             | 3-1 | 1-0 |     | 4-1 | 3-0 | 4-2 | 4-1 | 0-1 | 1-0 | 2-4 | 2-3 | 0-0 |
| CD Jorge Wilstermann     | 0-2 | 3-1 | 3-2 |     | 0-0 | 1-2 | 1-2 | 2-1 | 2-3 | 1-2 | 2-2 | 3-3 |
| La Paz FC                | 0-3 | 2-0 | 1-4 | 1-2 |     | 0-2 | 3-4 | 4-1 | 3-0 | 2-2 | 1-3 | 0-2 |
| Nacional Potosí          | 2-0 | 0-1 | 0-1 | 1-0 | 0-0 |     | 1-1 | 3-0 | 0-0 | 0-2 | 2-2 | 2-2 |
| Oriente Petrolero        | 1-1 | 3-0 | 1-3 | 1-1 | 0-0 | 1-1 |     | 0-0 | 1-0 | 0-0 | 1-1 | 2-1 |
| Club Petrolero           | 3-0 | 1-0 | 1-3 | 0-0 | 0-1 | 1-0 | 1-2 |     | 0-0 | 2-0 | 1-1 | 1-1 |
| Real Potosí              | 2-1 | 3-0 | 2-1 | 1-1 | 4-2 | 1-0 | 4-1 | 0-0 |     | 4-1 | 2-2 | 2-0 |
| Club Deportivo San José  | 4-0 | 4-0 | 2-1 | 3-3 | 6-3 | 2-0 | 5-2 | 4-3 | 1-1 |     | 1-2 | 3-2 |
| The Strongest La Paz     | 7-2 | 4-2 | 1-1 | 1-3 | 4-3 | 4-2 | 3-0 | 3-1 | 1-0 | 4-1 |     | 2-1 |
| Universitario de Sucre   | 3-3 | 1-1 | 3-3 | 0-2 | 3-1 | 2-2 | 1-1 | 3-0 | 1-0 | 0-0 | 1-0 |     |

## Bilan de la saison
| Championnat de Bolivie de football 2012 |                                  |
| Champion                                | The Strongest La Paz (10e titre) |
| Qualifications continentales            |                                  |
| Copa Libertadores 2013                  | The Strongest La Paz             |
| Copa Libertadores 2013                  | Club Deportivo San José          |
| Copa Libertadores 2013                  | Club Bolívar                     |
| Copa Sudamericana 2013                  | The Strongest La Paz             |
| Copa Sudamericana 2013                  | Club Blooming                    |
| Copa Sudamericana 2013                  | Real Potosí                      |
| Promotions et relégations               |                                  |
| Promus en Primera A                     | Aucun                            |
| Relégués en Torneo Simon Bolívar        | Aucun                            |